# Jannis Anissegos
Jannis Anissegos (* im 20. Jahrhundert in Stuttgart, Deutschland) ist ein griechischer Flötist.

## Leben
Anissegos absolvierte bis 1993 ein Studium am staatlichen Konservatorium von Thessaloniki bei Ilie Makovei, das er 1993 mit einem Diplom abschloss. An der Hochschule für Musik Köln setzte er bis 1998 seine Ausbildung als Solist bei Hans-Martin Müller fort, von 1996 bis 1998 mit einem Alexandra-Trianti-Stipendium der Gesellschaft der Freunde der Musik (Εταιρία των Φίλων της Μουσικής) an der Konzerthalle Megaro Mousikis (Μέγαρο Μουσικής). Von 2004 bis 2005 absolvierte er ein Postgraduiertenstudium am Trinity College of Music bei Anna Noakes, Lynda Coffin und Alan Baker (Pikkoloflöte), das er mit Auszeichnung bestand. Die Worshipful Company of Musicians zeichnete ihn mit einer Silbermedaille für Excellence in Performance aus.
1999 wurde Anissegos Zweiter Flötist des Thessaloniki State Orchestra. Er trat als Solist in Griechenland und im Ausland und mit allen namhaften Orchestern Griechenlands auf. Sein besonderes Interesse für zeitgenössische Musik führte zu seiner Mitgliedschaft im Trio IAMA (mit Antonis Anissegos und Maria Anissegou) und des Ensembles dissonArt.

## Aufnahmen
- IAMA – Present Perfect Vol. 1, Dissonance Records
- dissonArt live in Köln, Dissonance Records
- Yannis Papaioannou: In the Depth of the Looking Glass mit Kostas Chardas (Klavier) und Myrtò Papatanasiu (Sopran), Naxos[2]